# Allocosa kalaharensis
Allocosa kalaharensis este o specie de păianjeni din genul Allocosa, familia Lycosidae. A fost descrisă pentru prima dată de Simon, 1910. Conform Catalogue of Life specia Allocosa kalaharensis nu are subspecii cunoscute.